# Niewidzialny (film 2007)
Niewidzialny (ang. The Invisible) – amerykański thriller z 2007 roku. Remake szwedzkiego pierwowzoru pt. Niewidzialny (2002). Oba zostały nakręcone na podstawie powieści Matsa Wahla – Den Osynlige.

## Fabuła
Film jest historią nastolatka Nicholasa Powella (Justin Chatwin). Nick jest prymusem, ulubieńcem nauczycieli. Chłopak bardzo przeżył śmierć ojca, nienawidzi metod wychowawczych matki, która udaje, że świat jest idealny i ma nad wszystkim kontrolę.
Nick jest poetą, pisze wiersze do szuflady. Marzy mu się wyjazd na kurs pisarski do Londynu, jednak jego matka jest stanowczo przeciwna. Powell postanawia wyjechać nic jej nie mówiąc. Idąc w nocy opustoszałą drogą Nick zostaje zaatakowany. Niesłusznie oskarżony o doniesienie na Annie Newton (Margarita Levieva), zostaje dotkliwie pobity.
Ciało chłopaka zostaje wrzucone do studni.
Nazajutrz Nick powraca do szkoły, ale nikt go nie widzi i nie słyszy. Diane Powell (Marcia Gay Harden) zgłasza zaginięcie syna i wtedy Nick zdaje sobie sprawę, że jest pomiędzy życiem a śmiercią.
Z boku obserwuje życie matki, przyjaciela, Annie i reszty swoich oprawców. Obserwuje jak policja próbuje go odnaleźć i zauważa rzeczy, których wcześniej nie widział.
Nick zdaje sobie sprawę, że Annie zaczyna go słyszeć i czuć jego obecność. Annie postanawia go uratować, ale okazuje się, że ktoś zabrał jego ciało.
Prowadzona przez niematerialnego Nicka Annie, przychodzi na salę szpitalną. Przekonuje matkę Powella, że on tu jest, słyszy i widzi wszystko, co się dzieje, i że ona może go przywrócić życiu.

## Obsada
- Justin Chatwin – Nick Powell
- Margarita Levieva – Annie Newton
- Marcia Gay Harden – Diane Powell
- Chris Marquette – Pete Egan
- Alex O’Loughlin – Marcus Bohem
- Callum Keith Rennie – Detektyw Brian Larson
- Michelle Harrison – Detektyw Kate Tunney
- Ryan Kennedy – Matty
- Andrew Francis – Dean
- P. Lynn Johnson - Sharon Egan
- Serge Houde - Martin Egan
- Desiree Zurowski - Lindy Newton
- Mark Houghton - Jack Newton

i inni. 

## Ścieżka dźwiękowa
1. „Taking Back Control” – Sparta
2. „Wolf Like Me” – TV on the Radio
3. „You're All I Have” – Snow Patrol
4. „Stars & Sons” – Broken Social Scene
5. „Fashionably Uninvited” – Mellowdrone
6. „02-20 Boy” – Suicide Sports Club
7. „Caterwaul” – And You Will Know Us By the Trail of Dead
8. „Under Pressure” – Kill Hannah
9. „Body Urge” – The Great Fiction
10. „Bliss” – Syntax
11. „The Kill” – 30 Seconds to Mars
12. „Another Day” – Dream Theater
13. „Music for a Nurse” – Oceansize
14. „I Will Follow You Into the Dark” – Death Cab for Cutie
15. „Let the River Run” – Carly Simon
16. „Perfect Memory” – Remy Zero